# Jill Tweedie
(Liz Forgan)
(Polly Toynbee)
Jill Tweedie, Jill Sheila Tweedie (Il Cairo, 22 maggio 1936 – Londra, 12 novembre 1993), è stata una scrittrice e giornalista inglese, attivista femminista.

## Biografia
Nasce a Il Cairo da una famiglia agiata, il padre Patrick è pilota alla Royal Air Force, la madre Sheila Whittall è figlia di una ricca famiglia britannica. Trascorre l'infanzia nelle contee inglesi con i genitori "infelicemente sposati", come lei stessa era solita ricordare, e con un fratello più piccolo. A Londra studia presso la Croydon High Scuola in Croydon e a 16 anni frequenta una scuola di perfezionamento in Svizzera, una finishing school dove le ragazze di buona famiglia studiano danza, le buone maniere e imparano il galateo.

È stata una delle giornaliste più note al pubblico inglese grazie alla sua rubrica sul quotidiano The Guardian, dove ha scritto dal 1969 al 1988. Ha anche collaborato con numerosi settimanali e partecipato a trasmissioni televisive e radiofoniche. Si è occupata in particolare di problemi relativi alla condizione femminile; i suoi scritti hanno ispirato un'intera generazione di donne e influenzato notevolmente il movimento femminista negli anni '70 e '80. È stata una delle prime giornaliste ad affrontare tematiche tabù in quegli anni, come l'uso degli stupri di massa delle donne come arma da guerra in Bangladesh, le mutilazioni genitali, il trattamento delle donne durante il parto, la violenza domestica e lo stupro. A tale proposito scriveva: 
Nonostante trattasse argomenti "pesanti", il suo stile era caratterizzato da umorismo, calore e sincerità.
Le sue raccolte editoriali, Letters from a Fainthearted Feminist e More from Martha, lettere scritte da una casalinga ad un'amica militante femminista, sono diventate una serie televisiva trasmessa dalla BBC.
Per due volte è stata eletta Giornalista donna dell'anno, nel 1971 e nel
I suoi primi 20 anni sono descritti nel primo volume dell'autobiografia, Eating Children (1993), dove racconta gli sfortunati e infelici periodi della sua vita, e la continua e determinata ribellione contro il padre, descritto come crudele, irascibile e sprezzante. La narrazione avanza non con autocommiserazione, ma con ironia e leggerezza. L'autobiografia continua in Frightening People (Fragments), ma resterà incompiuta a causa dell'aggravarsi della malattia.
Nel 1993 si ammala di SLA, malattia che aveva già ucciso suo padre. Alcune testimonianze sostengono che abbia chiesto e ottenuto di accelerare la propria fine. Muore il 12 novembre 1993.
Poco prima aveva posato per la pittrice Sarah Raphael insieme alle colleghe Mary Stott, Polly Toynbee, Posy Simmonds e Liz Forgan. Tweedie è seduta sul divano, è molto magra, evidentemente sofferente. Il ritratto è esposto al National Portrait Gallery (NPG6247) di Londra.
Nel novembre 2005 è stata inclusa nell'elenco dei 40 giornalisti britannici più influenti degli ultimi 40 anni dalla rivista Post Gazette.

## Vita privata
Ha avuto tre relazioni importanti: 
- a 18 anni circa, durante un breve soggiorno in Canada, conosce il suo primo marito, un conte ungherese in esilio, Bela Cziraky[9], si sposano nel 1953. Avranno 3 figli: il primo Nicholas nasce nel 1955, ma muore in culla a soli 5 mesi, la seconda Ilona nasce nel 1958 e il terzo Adam nel 1959. Rimarranno in Canada circa 8 anni prima di tornare a vivere a Londra. Dopo la separazione, nonostante interminabili battaglie legali, non rivedrà i due figli sino alla loro maggiore età.
- nel 1960 circa incontra l'olandese Bob D'Ancona, nel 1965 nascerà Lukas, unico figlio rimasto con lei;
- nel 1973 a Londra sposa l'uomo che sarà l'amore della sua vita, Alan Brien (12 Marzo 1925 – 23 Maggio 2008), anche lui giornalista, suo compagno fino alla morte.

## Opere

### Romanzi
- Bliss, editore William Heinemann Ltd, Londra 1984. ISBN 1-85057-444-8
- Jewels, editore: William Morrow & Company, New York 1984. ISBN 0-688-04181-7
- Internal Affairs, editore: William Heinemann Ltd, Londra 1986. ISBN 0-14-009727-9
- Eating Children, editore: Viking, Londra New York 1993. ISBN 0-670-84911-1.[10][11] (Autobiografia, prima parte)
- Frightening People (Fragments), editore: Viking, Londra New York 1994. ISBN 0-14-017767-1. (Autobiografia, seconda parte)

### Saggi
- In the Name of Love: A Study of Sexual Desire, editore: Pantheon Books, New York 1979. ISBN 1-86064-589-5.

Il testo è stato tradotto in:
- italiano, In nome dell'amore. Il più antico, oppressivo e sublime sentimento che lega uomini e donne, editore: Rizzoli, Milano 1982.[12]
- spagnolo, En nombre del amor. Un estudio sobre el deseo sexual, editore: Oceano, Messico 2004. ISBN 970-651-877-0.[13]
- tedesco, Die sogenannte Liebe. Von den Zwängen der Zweisamkeit, editore: Rowohlt Verlag GmbH, 1982. ISBN 3-498-06474-6

### Raccolte
- It's only me: pieces from a column, editore: Robson Books Ltd, 1980. ISBN 0-86051-123-5
- Letters from a Fainthearted Feminist, editore: Robson Books Ltd, 1982. ISBN 0-86051-914-7 [14]
- More from Martha (Letters from a Fainthearted Feminist), editore: Robson Books Ltd, 1983, ISBN 0-86051-259-2

### Articoli
Articoli in rete:
- The early days of the GLF, The Guardian, 12 aprile 1971, su gayhistory.wordpress.com. URL consultato il 2 maggio 2019 (archiviato dall'url originale il 27 marzo 2016).
- Jill Tweedie says sex is boring, The Guardian, 10 novembre 1975, su guardian.co.uk.
- Promiscuity and the trouble with sex, The Guardian, 7 dicembre 1978, su guardian.co.uk.
- The place where you can't sit on the fence, The Guardian, Women section, 1983, su guardian.co.uk.